# Raimbaud de Reillanne
Pour les articles homonymes, voir Raimbaud.
Raimbaud de Reillanne dit Raimbaud d'Arles (né vers 990 et mort le 18 février 1069) est un religieux français qui fut archevêque d'Arles de mai 1030 à sa mort. 
Raimbaud de Reillanne est l’un des plus actifs promoteurs de la Paix de Dieu et de la réforme ecclésiastique en Provence.

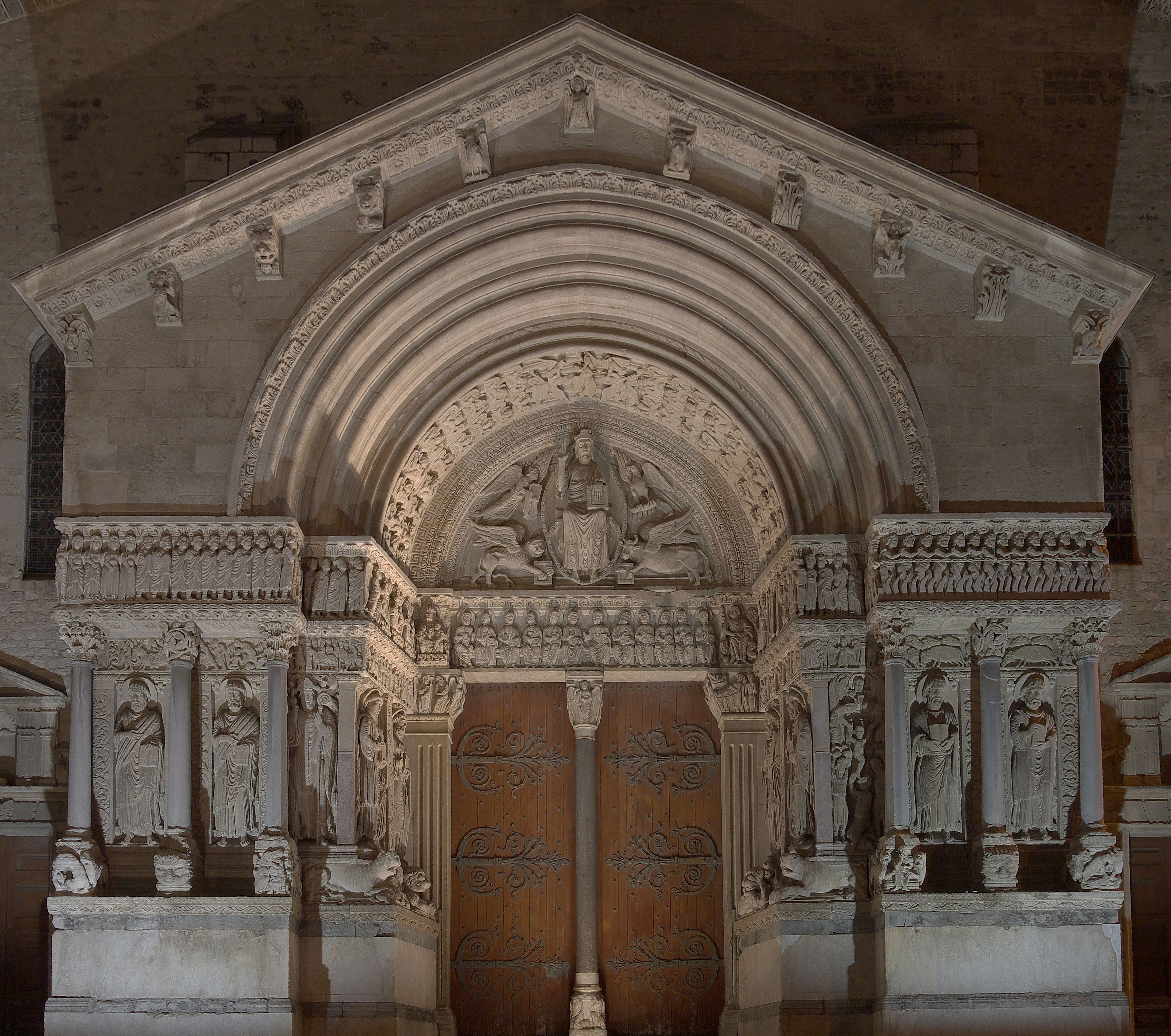
Arles, basilique Saint-Trophime

## Biographie

### Formation
De la famille des vicomtes de Reillanne, il serait l'un des fils de Boniface Ier (960 - 1030). Il appartient au monde de l'aristocratie et sa conception du monde en reste marquée. 
Il a reçu à l'abbaye Saint-Victor de Marseille, une éducation monastique marquée par la rénovation clunisienne et il en a tiré la volonté d'assurer le rayonnement spirituel de l'Église. Il est fort vraisemblablement issu du rang des oblats, formés par l'abbé Isarn, à moins qu'il ne soit devenu moine après avoir été prévôt du chapitre cathédral d'Arles.
Il est soutenu par les Porcelet, seigneurs arlésiens.

### Chef de l'épiscopat provençal

#### Organisateur du diocèse d'Arles
En mai 1030, il est nommé archevêque d’Arles. Il intervient dans tous les secteurs de l'organisation ecclésiastique du diocèse. 
« Prélat superbe nourri au sein d'une famille de majores, où l'on était renard pendant le jour, loup pendant la nuit; devenu moine‑archevêque, il se présente comme « imperator spiritualis », semblable ou lion, symbole de sa cité épiscopale »(Paul Amargier).
Il fonde et dote de nombreux lieux de culte en présence de ses suffrageants : en 1056 à Trets, en présence des évêques d'Aix et de Toulon, dedicatio de la Sainte‑Trinité de Trets, ...
Les moines de Montmajour doivent reconnaître son autorité lorsqu'il intervient dans les conflits de cette abbaye. Il enjoint également aux archevêques d’Aix qui auraient pu contester sa prééminence, de venir se faire consacrer par lui et de souscrire une promesse d’obéissance comme par exemple lors de la consécration de l'archevêque d'Aix Rostaing de Fos en 1056.
Il organise la vie régulière pour les douze chanoines de sa cathédrale (chapitre de la Cathédrale). En 1060, il établit les premiers statuts de cette communauté et la dote dès 1061 de revenus suffisants pour vivre en cédant notamment les droits épiscopaux sur les églises de Notre Dame de Ratis et de Saint-Martin, toutes deux en Camargue.

#### Promoteur de la réforme grégorienne
II se comporte surtout en véritable chef de l'épiscopat provençal. Il est le seul prélat arlésien du XIe siècle qui affirme encore la primauté de son siège sur les autres diocèses provençaux et s'impose comme promoteur actif de la Paix de Dieu et de la réforme grégorienne en Provence. Il adhère aux convictions des milieux réformateurs du premier âge qui accordent une importance au monachisme et un rôle important à l'empereur, dans une espèce de tradition  neo-carolingienne où les princes et l'Église sont très liés. 
En 1032, le royaume de Bourgogne est rattaché à l'Empire et Raimbaud va agir en prélat du Saint‑Empire. En 1046, il participe au synode de Sutri et assiste à Rome, au couronnement de l'empereur Henri III qu'il rencontre personnellement. 
II organise et préside des synodes qui se tiennent à Arles ou dans ses environs : 1037-1041, concile d’Arles sur la Paix de Dieu, le 4 septembre 1042 (ou 1044), concile de Saint-Gilles.

### Légat du Pape
En 1055, le pape Victor II nomme Raimbaud légat perpétuel.

#### Lutte contre la simonie
À partir de 1040, tout en veillant d'un œil attentif sur son diocèse, il s'engage dans le combat contre la simonie avec le soutien de toute une génération cléricale dont Estève d'Agde (1010-1046), évêque d'Apt, et Bénezet  (1037-1047), évêque d'Avigon et fondateur de la collégiale de Saint-Ruf. 
II participe à des assemblées d'évêques languedociens et catalans. En 1056, il préside ainsi le concile de Toulouse favorable à la réforme (célibat de prêtres, interdiction de la simonie, …) et se rend à Barcelone deux ans plus tard (1058) pour assister à la dédicace de l’Église Cathédrale de cette Ville.

#### Lien entre la papauté et les grandes familles provençales
En dépit de cette orientation, l'archevêque Raimbaud ménage jusqu'à sa mort les familles aristocratiques de Provence et s'efforce de jouer un rôle d'intermédiaire entre elles et les légats qui représentent une puissance pontificale qui s'affirme. Ainsi, lorsqu’il impose en 1057 le choix du pape sur l’évêché d’Embrun, il prend soin d’associer à sa démarche, les comtes de Die et de Provence. Dans les diocèses de Marseille, Aix, Apt, Toulon, Avignon et Riez, les évêques issus des plus grandes familles ne sont pas inquiétés par les conciles. De plus, la collaboration entre grands laïcs et prélats semble perdurer en dépit du nouveau discours réformateur. Les conflits des années 1055-1060 – déposition de plusieurs évêques – ne concernent que les diocèses alpins (Gap, Embrun et Sisteron). 
Avec le nouveau pape Alexandre II (1061-1073), les convictions réformatrices du saint-siège évoluent car ce dernier, comme Rambaud partage la conviction traditionnelle que les progrès de la réforme ne peuvent se perpétuer que sur la base d’une collaboration avec les plus grandes autorités laïques.
Il meurt le 18 février 1069.